# Bitwa pod Bregencją
Bitwa pod Bregencją – starcie zbrojne, które miało miejsce dnia 13 stycznia 1408 r. w trakcie wojny Appenzellu.

## Przed bitwą
Po zwycięskiej dla Appenzellu bitwie pod Stoss w roku 1405 i przeniesieniu się walk na kolejne dwa lata w rejony Thurgau oraz Vorarlberg, szwabska szlachta powołała obronny związek rycerski (Sankt Jörgenschild) skierowany przeciwko Appenzellowi. Związek szwabski został wkrótce rozszerzony o biskupstwa Konstancji oraz Augsburga, a także zwolenników Habsburgów, co czyniło go trudnym przeciwnikiem dla sił Appenzellu.

## Przebieg bitwy
Dnia 22 września 1407 r. wojska Appenzellu rozpoczęły oblężenie miasta Bregencja. Pomimo intensywnego ostrzału i znacznych szkód wyrządzonych w mieście, obrońcy Bregencji utrzymali swoje pozycje. Artyleria Appenzellu była zbyty słaba, aby uczynić większe szkody w miejskich murach. Zbliżająca się sroga zima zniechęcała oddziały oblegające miasto, do tego stopnia, że zaczęto mówić o odwrocie. Dnia 13 stycznia 1408 r. w rejon miasta nadciągnął silny oddział z Konstancji pod wodzą księcia Ulricha von Teck. Siły odwetowe udało się w ostatniej chwili opłacić szlachcie szwabskiej, pomimo sporych kłopotów finansowych. Do decydującej bitwy doszło w rejonie Klause bei Lochau pomiędzy Bodensee i Pfänderstock. Armia szwabska pobiła w bitwie osłabionego i zdemoralizowanego przeciwnika. Resztki oddziałów oblegających Bregencję na wieść o porażce oddziału Kupferschmida, uciekły pozostawiając działa i obóz na pastwę obrońców miasta.

## Skutki
Straty Szwajcarów wyniosły od 38 do 50 zabitych. Bitwa z militarnego punktu widzenia nie miała większego znaczenia, przyniosła jednak skutki polityczne. Porażka Szwajcarów obaliła mit o niezwyciężonych siłach Appenzellu. Większość zdobyczy terytorialnych została odzyskana przez Habsburgów a zasięg terytorialny konfliktu ponownie ograniczył się do rejonu St. Gallen. W roku 1411 większość miast szwajcarskich podpisała układ, ustanawiający prawa poszczególnych miast. W roku 1428 Appenzell pomimo zakazu podejmowania kolejnych akcji zbrojnych, poniósł porażkę w potyczce pod Letzi koło Herisau. Rok później w Konstancji zawarto układa pokojowy, który po bitwie pod Wolfhalden ponownie ratyfikowano w roku 1452. W wyniku układu Appenzell stał się protektoratem Szwajcarii. Pełnię praw region otrzymał dopiero w roku 1513.